# Lake Andes
Lake Andes is een plaats (city) in de Amerikaanse staat South Dakota, en valt bestuurlijk gezien onder Charles Mix County.

## Demografie
Bij de volkstelling in 2000 werd het aantal inwoners vastgesteld op 819.
In 2006 is het aantal inwoners door het United States Census Bureau geschat op 784, een daling van 35 (-4.3%).

## Geografie
Volgens het United States Census Bureau beslaat de plaats een oppervlakte van
2,2 km², waarvan 2,1 km² land en 0,1 km² water. Lake Andes ligt op ongeveer 451 m boven zeeniveau.

## Plaatsen in de nabije omgeving
De onderstaande figuur toont nabijgelegen plaatsen in een straal van 24 km rond Lake Andes.